# Kaboul (série télévisée)
Pour les articles homonymes, voir Kaboul (homonymie).
Production
Diffusion
Kaboul est une série télévisée internationale créée par Olivier Demangel et Thomas Finkielkraut, réalisée par Kasia Adamik et Olga Chajdas, et diffusée en France à partir du 31 mars 2025 sur France 2.
Ce thriller est produit par onze pays dans le cadre de l'Alliance Européenne : la série est une coproduction de Cinétévé, 24 25 Films (Mediawan), France Télévisions, Panache Productions (Belgique), La Compagnie Cinématographique (Belgique), Blonde Audiovisual Productions (Grèce), ZDF (Allemagne), NPO (Pays-Bas), VRT (Belgique), SVT (Suède), DR Fiktion (Danemark), Yle (Finlande), RÚV (Islande), NRK (Norvège), Cosmote TV (Grèce), réalisée en association avec la RAI (Italie).
La série est présentée en compétition internationale au Festival Séries Mania 2025 à Lille.

## Synopsis
Le 21 août 2021, alors que Kaboul est en train de tomber aux mains des talibans, beaucoup d'Afghans tentent de se réfugier à l'ambassade de France et à l'ambassade d'Italie, dans la Green Zone. 
À l'ambassade de France, Gilles, le chef de la sécurité, se démène pour obtenir des talibans qu'ils acceptent de laisser les Français et les Afghans porteurs d'un passeport français quitter l'ambassade à bord de bus pour rejoindre l'aéroport de Kaboul, qui est encore tenu par les Américains. Parmi ces Afghans figure Zahara Nazany, procureure à la cour pénale de Kaboul, qui tremble pour sa vie car elle a reconnu devant l'ambassade un des talibans qu'elle a fait condamner.
De son côté, Giovanni, bombardé consul d'Italie, affronte les militaires américains pour obtenir que l'avion italien qui cercle au-dessus de l'aéroport puisse se poser et évacuer les Afghans placés sous sa protection. Soutenu par Massini, le chef de la sécurité de l'ambassade d'Italie, il obtient gain de cause mais ne peut embarquer tout le monde.
Par ailleurs, Vera, du service de renseignement allemand BND, revient de Cologne afin d'exfiltrer le général Hassan, qui lui a sauvé la vie dans le passé et qui est un homme qu'elle admire et considère comme l'avenir de l'Afghanistan.
Pendant ce temps, Amina, la fille de la procureure Nazany, voit les talibans prendre le contrôle de l'hôpital de Kaboul où elle est médecin et y ériger dans les couloirs un mur de béton destiné à séparer les hommes et les femmes. Persuadée qu'il n'y a pas d'avenir pour les femmes dans l'émirat islamique d'Afghanistan, elle quitte l'hôpital en laissant son fiancé Ghulam mais en emmenant la petite patiente Nooria dont elle a la charge, afin de rejoindre ses parents à l'ambassade de France.
Du côté américain, Martin, agent de la CIA, réussit à récupérer Fazal Nazany, le frère d'Amina, mais ce n'est pas pour lui permettre de rejoindre les siens mais pour infiltrer un groupe de djihadistes dirigé par Ainullah, un dangereux criminel.

## Distribution

### Afghans
- Darina Al Joundi (VF : elle-même) : Zahara Nazany, procureure au tribunal de Kaboul
- Vassilis Kukalawi (VFB : Martin Spinhayer) : Baqir Nazany, mari de Zahara
- Shervin Alenabi (VFB : Maxime van Santfoort) : Fazal Nazany, fils de Zahara
- Hanna Abdoh : Amina Nazany, médecin à l'hôpital de Kaboul et fille de Zahara
- Paeman Arianfar : Ghulam, médecin à l'hôpital de Kaboul et  fiancé d'Amina
- Dimitris Xanthopoulos (VFB : Franck Dacquin) : général Hassan
- Walid Shahalami (VF : lui-même) : Ainullah, taliban

### Occidentaux
- Jonathan Zaccaï (VF : lui-même) : Gilles, chef de la sécurité de l'ambassade de France
- Olivier Rabourdin (VF : lui-même) : Benoît, ambassadeur de France
- Thibaut Evrard (VF : lui-même) : Erwan
- Gianmarco Saurino : Giovanni, nouveau consul d'Italie
- Valentina Cervi (VFB : Fabienne Loriaux) : Francesca, consul d'Italie
- Christos Vasilopoulos (VFB : Philippe Résimont) : Massini, chef de la sécurité de l'ambassade d'Italie
- Eric Dane (VF : Guillaume Orsat) : Martin, agent de la CIA
- Jeanne Goursaud (VF : elle-même) : Vera, du service de renseignement allemand BND
- Argyris Gaganis (VFB : Benoît Grimmiaux) : Marcus, du BND
- Ludwig Blochberger (VFB : Alexandre Crépet) : Hans
- Leonard Scheicher : Bastian

## Production

### Genèse et développement
Ce thriller, produit dans le cadre de l'Alliance Européenne, est une coproduction de Cinétévé, 24 25 Films (Mediawan), France Télévisions, Panache Productions (Belgique), La Compagnie Cinématographique (Belgique), Blonde Audiovisual Productions (Grèce), ZDF (Allemagne), NPO (Pays-Bas), VRT (Belgique), SVT (Suède), DR Fiktion (Danemark), Yle (Finlande), RÚV (Islande), NRK (Norvège), Cosmote TV (Grèce), réalisée en association avec la RAI (Italie) et le soutien du CNC, du Tax shelter du gouvernement fédéral de Belgique et du fonds d'investissement wallon Wallimage,.
La série est créée et écrite par Olivier Demangel et Thomas Finkielkraut avec la collaboration de Joé Lavy, et réalisée par Kasia Adamik et Olga Chajdas,,,.
La production est assurée par Fabienne Servan Schreiber et Charlotte Ortiz pour Cinétévé et Matthias Weber et Thibault Gast pour 24 25 Films,,.
Manuel Alduy, directeur du cinéma et des fictions jeunes adultes et internationales de France Télévisions explique : « Quand les producteurs Cinétévé et 24 25 Films nous ont présenté ce projet il y a tout juste deux ans, nous savions tout de suite que nous étions face à une série hors-norme, qui s'imposait par son exigence artistique et l'impact de son sujet dans notre mémoire collective. Ce fut également le constat rapide et enthousiaste de nos partenaires ZDF et RAI Fiction de l'Alliance européenne. La chute de Kaboul a été un événement politique et un drame humain majeur au cours de l'été 2021. Les auteurs, Olivier Demangel et Thomas Finkielkraut, sont parvenus à mettre en musique, avec force et émotion, une série organiquement internationale. Ils ont multiplié les points de vue sur ces derniers jours historiques de la prise de Kaboul par les talibans et son évacuation par les Occidentaux et les Afghans les plus en danger. Au cœur de cette histoire, une famille afghane que nous suivons tout au long de la série, mettant en lumière le tragique de la situation, le combat qu'il reste à mener pour les femmes afghanes, et les dilemmes diplomatiques occidentaux ».
Les producteurs expliquent : « Nous avons imaginé une série chorale et intensément humaine, suivant le destin de personnages aux parcours multiples : Afghans fuyant leur pays, diplomates tentant d'agir, journalistes témoins de l'histoire, militaires confrontés à l'inéluctable. Une série qui embrasse la complexité d'un événement mondial, en donnant à voir des points de vue divers, à travers une narration immersive et engagée. ».

### Attribution des rôles

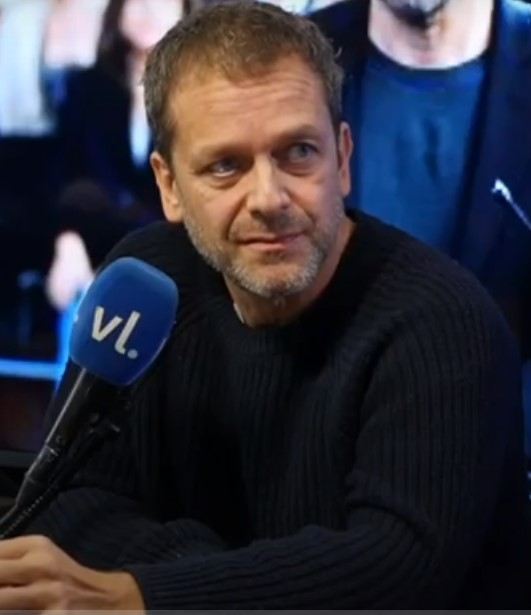
Jonathan Zaccaï.

Un des rôles principaux de la série est interprété par Jonathan Zaccaï, qui explique à Télé-Loisirs comment il s'est préparé au tournage : « J'ai lu 13 jours, 13 nuits dans l'enfer de Kaboul, le livre de Mohamed Bida, dont mon personnage est en partie inspiré […] J'ai aussi regardé le documentaire de David Martinon, Kaboul chaos : sous la menace des talibans. Ce qui m'a aidé, c'est que c'est un sujet très documenté, donc je ne manquais pas de matière. Ça aide. Il y avait aussi un spécialiste des forces spéciales qui était là pour nous. ».
Il confie que le point le plus compliqué dans le fait que la série a été tournée en anglais ne réside pas dans le tournage des scènes entre Français mais dans leur doublage : « La post-synchronisation, c'est toujours un moment très étrange pour un acteur parce qu'il y a une distance qui s'installe alors qu'au moment où on tourne, on est à fond dans le moment présent. On y croit et ensuite on se retrouve en studio et l'atmosphère est forcément très différente. ».
Jonathan Zaccaï et Shervin Alenabi ont déjà partagé l'affiche d'une série, la saison 5 de la série Le Bureau des légendes, tout comme Shervin Alenabi et Vassilis Kukalawi (en) dans la série Téhéran[réf. souhaitée].

### Tournage
Le tournage de la série a lieu du 1er avril au 5 juillet 2024, principalement au sein de l'aéroport désaffecté de Hellenikon dans les environs d'Athènes en Grèce.
L'acteur Jonathan Zaccaï évoque des conditions de tournage difficiles : « On a tourné en Grèce dans des conditions parfois difficiles, souvent par plus de 40 degrés. C'est vrai qu'avec Thibaut, on a souffert, je me souviens, on se regardait, on était écrasés par la chaleur, au point qu'on se rendait même plus compte s'il y avait eu le clap ou non. ».

### Fiche technique
Sauf indication contraire, les informations mentionnées dans cette section peuvent être confirmées par les bases de données cinématographiques  présentes dans la section « Liens externes ».
- Titre français : Kaboul
- Genre : Drame, thriller[1]
- Production : Fabienne Servan Schreiber et Charlotte Ortiz pour Cinétévé et Matthias Weber et Thibault Gast pour 24 25 Films[1],[4],[3]
- Sociétés de production : Cinétévé, 24 25 Films (Mediawan), France Télévisions, Panache Productions (Belgique), La Compagnie Cinématographique (Belgique), Blonde Productions (Grèce), ZDF (Allemagne), NPO (Pays-Bas), VRT (Belgique), SVT (Suède), DR (Danemark), Yle (Finlande), RÚV (Islande), NRK (Norvège), Cosmote TV (Grèce)
- Production exécutive : Sandrine Paquot
- Réalisation : Katarzyna Adamik et Olga Chajdas[1],[6],[3]
- Scénario : Olivier Demangel et Thomas Finkielkraut, avec la collaboration de Joé Lavy[1],[4],[5],[6],[3]
- Musique : Flemming Nordkrog
- Décors : Kostas Pappas
- Costumes : Mahemiti Deregnaucourt
- Photographie : Mateusz Wichłaz
- Son : Stefanos Efthymiou
- Montage : Matyas Veress, Gert van Berckelaer, Widy Marché, Lucas Mitschi et Virginie Seguin
- Maquillage : Evi Zafiropoulo
- Coiffure : Ioulia Sigrimi
- Pays de production :  France /  Belgique /  Grèce /  Allemagne /  Pays-Bas /  Suède /  Danemark /  Finlande /  Islande /  Norvège
- Langue originale :
- Format : couleur
- Nombre de saisons : 1
- Nombre d'épisodes : 6
- Durée : 52 minutes
- Dates de première diffusion :
  - France : 31 mars 2025 sur France 2[8],[6],[3]

## Épisodes
1. La chute
2. Le siège
3. La menace
4. La nuit
5. L'attente
6. Le départ

## Accueil

### Audience et diffusion

#### En France
En France, la série est diffusée le lundi à 21 h 10 sur France 2 par salve de trois épisodes les 31 mars et 7 avril 2025.
| Épisode              | Diffusion            | Diffusion            | Audience moyenne          | Audience moyenne                       | Audience moyenne | Réf.   |
| Épisode              | Jour                 | Horaire              | Nombre de téléspectateurs | Part de marché (sur les 4 ans et plus) | Classement       | Réf.   |
| -------------------- | -------------------- | -------------------- | ------------------------- | -------------------------------------- | ---------------- | ------ |
| 1                    | Lundi 31 mars 2025   | 21 h 10 - 22 h 00    | 2 196 000                 | 11,9 %                                 | 2e               | [ 9 ]  |
| 2                    | Lundi 31 mars 2025   | 22 h 00 - 22 h 50    | 1 920 000                 | 12,3 %                                 | 2e               | [ 9 ]  |
| 3                    | Lundi 31 mars 2025   | 22 h 50 - 23 h 50    | 1 310 000                 | 13,2 %                                 |                  | [ 9 ]  |
| 4                    | Lundi 7 avril 2025   | 21 h 10 - 22 h 00    | 1 521 000                 | 8,3 %                                  | 4e               | [ 10 ] |
| 5                    | Lundi 7 avril 2025   | 22 h 00 - 22 h 55    | 1 310 000                 | 8,5 %                                  | 4e               | [ 10 ] |
| 6                    | Lundi 7 avril 2025   | 22 h 55 - 23 h 50    | 1 100 000                 | 11,8 %                                 |                  | [ 10 ] |
|                      |                      |                      |                           |                                        |                  |        |
| Moyenne de la saison | Moyenne de la saison | Moyenne de la saison | 1 394 500                 |                                        |                  |        |

- Les plus hauts chiffres d'audience
- Les plus bas chiffres d'audience

### Accueil critique
Pour le journal Le Monde, « L'idée est excellente, et l'impression d'urgence, d'une histoire qui se précipite aux frontières du pays, galvanise les premières scènes de la série. L'effet se dilue pourtant assez vite, sous la pression des différents points de vue à travers lesquels cette bascule du pouvoir est perçue. ».
Le Parisien attribue une note de 4.5/5 à Kaboul et souligne que « cette série brillamment écrite, ambitieuse et captivante, réussit l'exploit de rendre la complexité du monde sans perdre les spectateurs, ni céder au manichéisme. ».
Le magazine Première qualifie Kaboul de « récit choral à couper le souffle » et voit dans cette « série ambitieuse, haletante et utile, qui ne cherche jamais à enjoliver la réalité […] un récit implacable, porté par une mise en scène immersive, qui fait de cette fresque une œuvre collégiale réussie. ».
Pour France Info : « Coproduction européenne servie par un superbe casting international, Kaboul est une série accessible et haletante. À la portée des néophytes, elle a également tout d'une grande pour les férus de séries géopolitiques. ».

## Festival
La série est présentée en compétition internationale au Festival Séries Mania 2025 à Lille,,.